# Vanessa Koman
Vanessa Marie Koman (* 27. März 1984 im Los Angeles County, Kalifornien) ist eine US-amerikanische Schauspielerin. 

## Biografie
Sie ist die Tochter des Schauspielers Victor Koman und seiner Frau Veronica Barbera. 1998 spielte sie die Hauptrolle in der Filmkomödie Little Miss Magic – Die kleine Hexe. Seit 2012 ist sie verheiratet mit David Greyshock.

## Filmografie
- 1995: Cyberzone
- 1998: Little Miss Magic – Die kleine Hexe (Little Miss Magic)
- 1996: Invisible Mom
- 2015: The Full Walrus (Kurzfilm)
- 2017: The Disappearance of Booker Wiggins (Kurzfilm)
- 2017: Shelf Life (Kurzfilm)